# Pendici di Colle Nero
Pendici di Colle Nero este o arie protejată (arie specială de conservare — SAC, sit de importanță comunitară — SCI) din Italia întinsă pe o suprafață de 132 ha, integral pe uscat.

## Localizare
Centrul sitului Pendici di Colle Nero este situat la coordonatele 41°43′34″N 13°51′03″E / 41.726111°N 13.850833°E.

## Înființare
Situl Pendici di Colle Nero a fost declarat sit de importanță comunitară în iunie 1995 pentru a proteja 7 specii de animale. Situl a fost protejat și ca arie specială de conservare în decembrie 2016.

## Biodiversitate
Situată în ecoregiunea alpină, aria protejată conține 4 habitate naturale: Grohotișuri calcaroase și de șisturi calcaroase de la nivelul montan până la nivelul alpin (Thlaspietea rotundifolii), Pajiști alpine și subalpine calcaroase, Lande oro-mediteraneene cu formațiuni endemice de grozamă, Grohotișuri termofile și vest-mediteraneene.
La baza desemnării sitului se află mai multe specii protejate:
- păsări (3): potârnichea de stâncă (Alectoris graeca graeca), acvilă de munte (Aquila chrysaetos), Pyrrhocorax pyrrhocorax
- mamifere (3): lupul (Canis lupus), Rupicapra pyrenaica ornata, urs brun (Ursus arctos)
- reptile (1): Vipera ursinii

Pe lângă speciile protejate, pe teritoriul sitului au mai fost identificate 4 specii de plante.